# Медресе Эшони Пир
Медресе Эшони Пира (Эшони Пир) (узб. Eshoni Pir madrasasi) — медресе в историческом центре Бухары (Узбекистан), воздвигнутое в XVII веке в эпоху правления представителей узбекской династии Аштарханидов на средства некоего Эшони Пира. Состоит из 16 худжр. Расположено на одноименной улице махалли им. Джалола Икрами.
Капитальный ремонт медресе производился в начале XX века, на средства узбекского правителя Алим-хана (1910—1920).
Архитектурный памятник входит в «Национальный перечень объектов недвижимости материального культурного наследия Узбекистана». В настоящее время является объектом туристического сервиса.
Государственная программа предусматривала реставрацию медресе в 2012 году.